# Ouassini Guirio
Ouassini Guirio, né le 14 décembre 2000, est joueur international français de futsal.
Il débute à l'ASC Garges Djibson futsal en 2018 et connaît une finale de Coupe de France dès sa première saison. La saison suivante, Guirio est élu meilleur espoir de D1 2019-2020. En 2021, il rejoint le Nantes Métropole Futsal où il évolue deux saisons. En 2023, il s'engage avec le champion de France, l'Étoile lavalloise Mayenne FC avec qui il découvre la Coupe d'Europe et remporte le doublé coupe-championnat dès la première saison.
Passé par la sélection des moins de 21 ans, Guirio découvre l'équipe de France A en septembre 2022. Il participe à la qualification pour la Coupe du monde 2024, la première de la France, et dispute chaque rencontre de la phase finale jusqu'en demi-finale.

## Biographie

### Débuts à Garges
Ouassini Guirio débute au Garges Djibson futsal en 2018. En fin de saison, il dispute la finale de la Coupe de France face au Sporting Paris. Guirio inscrit le seul but de son équipe qui s"incline 7-1.
Au terme de l'exercice 2019-2020, alors qu'il suit une mention complémentaire AG2S au lycée Marcel-Cachin de Saint-Ouen-sur-Seine, Ouassini est élu meilleur espoir de D1 Futsal.

### Premier titre à Nantes
En 2021, il rejoint le Nantes Métropole Futsal où il se perfectionne durant deux saisons. En clôture de la troisième journée de D1 Futsal, il marque lors des victoires contre le Sporting Paris (3-2) puis lors du match suivant à Béthune (1-5) ou encore lors de la 17e journée contre Hérouville (4-0). Il marque un but en huitième de finale de la Coupe nationale contre Laval (8-3). En finale de la Coupe contre Mouvaux, Guirio inscrit le but de la victoire en prolongation (5-4ap) et offre le premier titre de l'histoire du club.  
Lors de sa seconde saison nantaise, Ouassini ouvre son compteur but lors de la deuxième journée contre Béthune (10-0). Lors de la 6e journée, Guirio égalise dans le choc contre Laval (2-2). Deux jours plus tard, Guirio inscrit un triplé aux dépens de Kingersheim (9-4). Lors de la 9e journée suivante, Guirio ouvre le score chez le SC Paris avant d'être expulsé à la dernière minute (défaite 5-3). Fin mars 2023, un doublé de Ouassini Guirio dans la même minute permet aux Nantais de ramener une victoire de Kingersheim. Un mois plus tard, un triplé contre Toulouse (6-2) participe à la qualification du NMF pour la phase finale du championnat. En demi-finale contre le SC Paris, Nantes perd le match aller (3-1) et Guirio marque le but du 4-1 au retour avant que son équipe concède l’égalisation et donc l'élimination (4-4). 
Ouassini se souvient de son passage à Nantes : « J’y ai élargi ma palette, avec un regard un peu plus tactique ». 

### Coupe d'Europe avec Laval
À l'intersaison 2023, Guirio rejoint l'Étoile lavalloise Mayenne FC. Lors de la 3e journée, il marque contre Hérouville (9-3). Le jeune joueur découvre la Ligue des champions, sans parvenir à se qualifier au Final Four. Touché au ménisque du genou gauche depuis plusieurs mois, une opération est prévue début 2024, pour revenir à temps sur les terrains pour d'éventuels play-off. En mai 2024, lors de la 22e et dernière journée, Ouassini revient après quatre mois d'absence et égalise contre Paris ACASA (4-4). Mi-mai, Guirio est titulaire en finale de la Coupe de France remportée face au Kremlin-Bicêtre Futsal (6-1). Trois jours plus tard, en demi-finale aller de D1 futsal, Guirio ouvre l'auteur du premier but lavallois à Toulon (2-7). En finale, il clôt le score face au Nantes MF (7-1) et remporte son premier titre de champion.
En ouverture du tour principal de la Ligue des champions 2024-2025, Guirio ouvre le score face à l'équipe suisse de Minerva (4-0) puis face aux Suédois d'Uddevalla (8-2).

### En équipe nationale

#### Sélection des moins de 21 ans
En septembre 2019, au début de sa seconde saison en senior, Guirio Ouassini est convoqué en stage avec l’équipe de France de Futsal U21. En novembre, il inscrit deux buts en amical contre la Lituanie (8-3), de même qu'en République tchèque en février 2020 (3-6).
En novembre 2021, Guirio marque de nouveau pour la sélection U21 Futsal lors d'une seconde victoire en amical contre le Monténégro (7-0). En février 2022, Guirio est titulaire lors de deux confrontations face au Portugal U21. Après un lourd revers (8-1), Ouassini participe à la victoire (3-4) par une passe décisive et un but.

#### Sélection A (depuis 2022)
Ouassini Guirio fait ses débuts en équipe de France A de futsal en septembre 2022. Convoqué par Raphaël Reynaud, l'ailier de 21 ans du Nantes MF pallie au forfait de Nelson Lutin avant un match amical contre la Croatie. Le sélectionneur témoigne alors : « Ouassini performe avec les U21, il est dans notre groupe U23 et il est (...) très performant avec son club Nantes Métropole Futsal ». Ouassini Guirio honore sa première sélection face aux Croates le 17 septembre à Laval (4-0). Rappelé lors du rassemblement suivant pour le début du Tour principal des éliminatoires de la Coupe du Monde 2024, Guirio est malade pour le premier match contre la Norvège. Il peut réintégrer le groupe pour la deuxième rencontre en Serbie (0-0). Mi-décembre 2022, Ouassini est titulaire et inscrit ses deux premiers buts internationaux au Monténégro en amical (victoire 3-5) et enchaîne une deuxième titularisation lors de la seconde opposition (victoire 1-9).
En mars 2023, Ouassini Guirio est de la sélection vainqueure pour la première fois de la Serbie (2-0), offrant la qualification pour le tour Élite des qualifications du Mondial 2024. Le mois suivant, lors du Tournoi de Rabat, Guirio ouvre le score face au Japon (3-0) puis est titulaire lors de la finale contre l'hôte marocain (4-4). En fin de saison, Guirio est forfait pour la tournée au Paraguay. En septembre, Guirio avec un but et la France dominent l’Allemagne (6-2) pour le deuxième match du tour Élite. Le jeune joueur retarde une opération du ménisque du genou gauche, pour notamment jouer les qualifications pour le Mondial 2024. Mi-décembre 2023, avec un but, il participe au large succès décisif contre la Slovaquie, offrant la qualification aux Bleus (7-1).
Une fois le ticket des Bleus validé, Ouassini est absent des terrains le premier semestre 2024 et revient pour la tournée au Costa Rica en juin. Guirio ouvre le score face au Venezuela, pour les Bleus qui terminent la saison 2023-2024 invaincus par un treizième match sans défaite (3-3).
Lors de la Coupe du monde 2024, après être sortis de leur poule facilement, les Bleus se défont de la Thaïlande en huitièmes (5-2). Ouassini ouvre le score en quart de finale contre le Paraguay (victoire 2-1) avant de perdre en demie contre l'Argentine (2-3), puis dans le match pour la troisième place face à l'Ukraine (7-1). Guirio est titulaire lors de chaque rencontre du tournoi, sauf lors du troisième match de poule.

## Style de jeu
Recruté par l'Étoile lavalloise Mayenne FC à l'été 2024, l'entraîneur André Vanderlei décrit l'ailier : « C'est un joueur talentueux qui va très très vite. Il est surnommé le TGV français. C'est aussi un bon finisseur ».
Le sélectionneur de l'équipe de France, Raphaël Reynaud, témoigne en décembre 2023 : « C’est d’abord un joueur de ruptures, capable, seul, de créer des décalages, ce qui est évidemment une qualité incroyable. Mais c’est aussi un joueur très intelligent, qui comprend le jeu et qui se nourrit de l’expérience des autres ». Il ajoute quelques jours plus tard : « Ouass, c’est notre dynamiteur. C’est celui qui, aujourd’hui, est le plus capable de créer des décalages avec sa vitesse supersonique mais pas que. C’est un joueur intelligent, qui comprend le jeu, qui se nourrit des autres et qui progresse à leur contact. Sa blessure lui a imposé de trouvé d’autres solutions. Il est devenu beaucoup plus tactique, réfléchi. C’est la star de demain. Un garçon bien élevé lui aussi, sans arrière pensée, simple. Un élément moteur du groupe sans penser l’être. Il peut sembler effacé mais ce n’est pas le dernier pour mettre l’ambiance quand il le faut ».

## Statistiques
| Saison                | Club                  | Championnat           | Championnat | Championnat | Coupe(s) nationale(s) | Coupe(s) nationale(s) | Compétition(s) continentale(s) | Compétition(s) continentale(s) | Compétition(s) continentale(s) | France | France | Total | Total |
| Saison                | Club                  | Division              | M.          | B.          | M.                    | B.                    | Comp.                          | M.                             | B.                             | M.     | B.     | M.    | B.    |
| 2018-2019             | Garges Djibson ASC    | D1                    | 5           | -           | 1                     | 1                     | -                              | -                              | -                              | -      | -      | 6     | 1     |
| 2019-2020             | Garges Djibson ASC    | D1                    | 12          | 7           | 1                     | -                     | -                              | -                              | -                              | -      | -      | 13    | 7     |
| 2020-2021             | Garges Djibson ASC    | D1                    | 21          | 14          | -                     | -                     | -                              | -                              | -                              | -      | -      | 21    | 14    |
| Sous-total            | Sous-total            | Sous-total            | 38          | 21          | 2                     | 1                     | -                              | -                              | -                              | -      | -      | 40    | 22    |
| 2021-2022             | Nantes MF             | D1                    | -           | -           | -                     | -                     | -                              | -                              | -                              | -      | -      | 0     | 0     |
| 2022-2023             | Nantes MF             | D1                    | -           | -           | -                     | -                     | -                              | -                              | -                              | 3      | -      | 3     | 0     |
| Sous-total            | Sous-total            | Sous-total            | -           | -           | -                     | -                     | -                              | -                              | -                              | 3      | 0      | 3     | 0     |
| 2023-2024             | Étoile lavallosie MFC | D1                    | 11          | 4           | -                     | -                     | C1                             | 6                              | 3                              | 6      | 1      | 23    | 8     |
| 2024-2025             | Étoile lavallosie MFC | D1                    | 2           | -           | -                     | -                     | C1                             | 3                              | 2                              | 7      | 1      | 12    | 3     |
| Sous-total            | Sous-total            | Sous-total            | 13          | 4           | -                     | -                     | -                              | 9                              | 5                              | 7      | 1      | 29    | 10    |
| Total sur la carrière | Total sur la carrière | Total sur la carrière | 51          | 25          | 2                     | 1                     | -                              | 9                              | 5                              | 29     | 7      | 91    | 38    |

## Palmarès
Ouassini Guirio perd sa première finale de la Coupe de France avec Garges Djibson au terme de la saison 2018-2019. Trois ans plus tard, il offre la première Coupe au Nantes MF en inscrivant le but de la victoire en prolongation. En 2023-2024, Guirio remporte le doublé Coupe-Championnat de France avec l'Étoile lavalloise Mayenne FC.
- D1 Futsal (1)
  - Champion : 2023-24 (Laval)
- Coupe nationale (2)
  - Vainqueur : 2022 (Nantes) et 2024 (Laval)
  - Finaliste : 2019 (Garges)